# 石墩河镇
石墩河镇，是中华人民共和国陕西省汉中市佛坪县下辖的一个乡镇级行政单位。

## 行政区划
石墩河镇下辖以下地区：
石墩河村、薅林湾村、回龙寺村和金砖沟村。